# Nørregårdender
Nørregårdender (dansk) eller Norderhofenden (tysk) er en gade i den indre by i Flensborg. Gaden strækker sig over ca. 350 m. fra Skibbroplads til Rådhusgade, hvor den fortsætter som Søndergårdender.
Gaden har sit navn efter de langstrakte gårdhaver i Storegade, som endte ned mod havnen. Nørregårdender markerede dermed Vor Frue-kvarterets grænse mod øst. Senere blev en del af haverne bebygget med pakhuse (såsom den Vestindiske Pakhus). Derom minder endnu den lille sidegade Pakhuslinje (Speicherlinie), som afgrener i vest fra Nørregårdender. I 1900-tallet blev Nørregårdender til en bred hovedvej i byens centrum. Øst for gaden ligger Flensborg Fjord med Havnespidsen, vest for gaden etagebygninger fra 1900-tallet. Bygningen i Nørregårdender 1 fra 1890 husede i 1920 den internationale kommission, hvis formål var at gennemføre en folkeafstemning om Slesvigs/Sønderjyllands nationale tilhørsforhold til enten Danmark eller Tyskland. Bygningen huser i dag en politistation.
I den sydlige ende af gaden findes den gamle postbygning og et mindesmærke for Nationalsocialismens ofre.

## Billeder
- Nørregårdender 1, tidligere sæde for den internationale kommission
- Im Gedenken an die Opfer der nationalsozialistische Gewaltherrschaft
- Udsigt fra Nørregårdender til Havnespidsen og bydelen Jørgensby